# Sistema Europeu de Vigilância das Fronteiras
O Sistema Europeu de Vigilância das Fronteiras (geralmente abreviado Eurosur) é um sistema de vigilância da União Europeia (UE) que utiliza drones, aeronaves de reconhecimento, sensores costeiros e monitorização remota por satélite, para rastrear a imigração ilegal nos estados-membros da União Europeia. O programa foi implementado pelo Parlamento Europeu em 10 de outubro de 2013. Em 2 de dezembro de 2013, o Eurosur iniciou a sua operação em 18 estados-membros da UE e Noruega.
O Eurosur é essencialmente um programa que permite a troca de informações e que apoia a cooperação das agências nacionais de proteção de fronteiras e imigração. O seu objetivo é obter informações sobre as recentes movimentações dos imigrantes e a atividade das organizações de tráfico de seres humanos o mais rápido possível.
O resgate das pessoas em perigo também foi um dos objetivos adotados no regulamento do Eurosur.
Em outubro de 2013, 244 milhões de euros do orçamento da UE foram atribuídos para a instalação e manutenção do sistema até 2020. Os críticos esperam que os custos do projeto ultrapassem um milhar de milhão de euros – outras fontes mencionam custos previstos de cerca de 340 milhões de euros.